# Мезоамеричка игра лоптом
Средњоамеричка игра лоптом (маја Pok-Ta-Pok, наватл Tlachtli, шп. juego de pelota) била је игра и ритуал за средњоамеричке народе у време пре доласка Европљана. Игра лоптом се може сматрати најстаријим колективним спортом у историји.

## Историја
Први народ који је играо ову игру били су Олмеци, а касније и Маје, Астеци и други народи. Астеци су је сматрали игром племства. Некад су се кладили око исхода.
Забележено је да је 1528. шпански краљ Карло V присуствовао једној од демонстрација ове игре. Наиме, Ернан Кортес је довео у Шпанију једну Астечку екипу. За шпанске посматраче посебно је била импресивна еластична лопта од гуме.
Игралишта за ову игру су пронађена на локацијама од Аризоне на северу, Кубе и Порто Рика на истоку, до Никарагве на југу. Мушкарци, жене и деца играли су игру лоптом ради забаве, али она је имала важно ритуално значење у посебним приликама.
Понекад је игра лоптом била праћена ритуалним жртвовањем играча тима који је поражен. То је нарочито карактеристично за период позне цивилизације Маја. Неки рељефи Маја приказују ратнике градова поражених у рату као губитнике у игри лоптом, који су потом жртвовани.
Средњоамерички индијанци и данас играју сличну спортску игру, Улама.

## Правила
Не постоје оригинални историјски записи о овој игри, тако да се сазнања о њој базирају на археолошким и индиректним доказима.
Правила игре лоптом се разликују зависно од народа и епохе у којој је играна. Некад су је играла два такмичара, а некад два тима.
Циљ је био да се гумена лопта пребаци у противнички део игралишта. Касније, циљ је био да се лопта пробаци кроз један од два „гола“, што су били вертикални дрвени или камени прстенови постављени на зиду изнад игралишта.
Играчи су могли да ударају лопту куковима, бутинама, надлактицама, али нису смели да је шутирају или ударају шаком. У неким варијантама такмичари су лопту ударали палицама или рукавицама. На себи су носили заштитни оклоп од памука и јеленске коже. Понекад су играчи били окићени перјем, бојили су лица и носили украсне капе, што сведочи о ритуалном значају игре.
Игра је играна лоптом начињеном од гуме. Гума је израђивана мешањем латекса добијеним од каучуковог дрвета и сока биљке ладолеж. Лопта је била тешка око 4 до 5 килограма, типично је имала пречник од око 30 сантиметара, и била је веома еластична. Постоје докази да је некад људска лобања облагана гумом и служила као лопта.
Већина игралишта била је у облику латиничног слова I, ограниченог косим или вертикалним зидовима. Величина игралишта је била веома разнолика. Највеће очувано игралиште (у Чичен Ици) има димензије 185 са 68 метара.
Игра је била веома агресивна. Тешка лопта и физички контакт су били чест узрок повреда.
У Астечкој варијанти, поене је губио играч ако допусти да лопта два пута одскочи пре него што је удари, или ако је не пробаци кроз гол. У верзији народа Маја, голови су били постављени високо, и до 6 метара изнад игралишта.